# San Giovanni (fiume)
San Giovanni è un fiume di 25 km che scorre ad Arzachena (OT).
Nasce alle pendici del monte Capriuneddu a 449 m s.l.m. con il nome di rio de Batiti.